# Дюпон, Клиффорд
Клиффорд Уолтер Дюпон (англ. Clifford Walter Dupont; 6 декабря 1905, Лондон, Великобритания — 28 июня 1978, Солсбери, Родезия) — родезийский государственный деятель. Президент Родезии (1970—1975).

## Биография
Выходец из семьи гугенотов, его отец занимался торговлей товарами легкой промышленности. Окончил Колледж Бишопс Стортфорд и в 1929 г. юридическое отделение кембриджского Клэр-колледжа. В 1933 г. создал свою собственную компанию.
Окончив Королевской артиллерийский учебный корпус, поступил в британскую армию на должность адъютанта командира легкого зенитного батальона. Во время Второй мировой войны служил в Северной Африке и был одним из сотрудников генерала Эйзенхауэра в кампании по освобождении Европы в 1944 г.; закончил войну в качестве должностного лица военного министерства.
В 1947 г. он на год отправился в Южную Родезию, где купил землю в Физерстоуне, к югу от Солсбери, которую впоследствии превратил в успешное ранчо по разведению крупного рогатого скота. Окончательно эмигрировал в Федерацию Родезии и Ньясаленда в начале 1950-х гг. Однако там его преследовали личные трагедии: в 1957 г. умерла его вторая жена, а в 1958 г. в авиационной катастрофе погибли сын и дочь.
На федеральных выборах в 1958 г. был выдвинут кандидатом в парламент от Партии Доминиона; в 1962 г. победил как кандидат от родезийско-националистической партии Родезийский фронт и был назначен министром юстиции. Его знаменательным политическим шагом стало выдвижение политика в одном избирательном округе, где пытался вернуться в политику бывший премьер-министр Федерации Родезии и Ньясаленда Рой Веленски. Дюпон нанес ему сокрушительное поражение (1079 голосов против 633).
Будучи недовольным политикой премьер-министра Уинстона Филда, участвует в партийном заговоре, который завершается его отставкой после отказа в принятии парламентом инициативы о возможности одностороннего объявлении независимости в случае, если Великобритания будет настаивать на предоставлении равного права голоса африканскому большинству населения страны.
- 1964—1965 гг. — заместитель премьер-министра и министр иностранных дел Родезии, одновременно с июня 1965 г. — министр обороны,
- 1965—1970 гг. — офицер-администратор правительства, назначенный премьер-министром Яном Смитом в противовес назначенному королевой губернатору сэра Хамфри Гиббсу.

В 1970 г., после окончательного разрыва с Великобританией и провозглашения республикой, был назначен на должность президента Родезии. Ушел в отставку 31 декабря 1975 г. по состоянию здоровья.